# ميشيل كيشكا
ميشيل كيشكا Michel Kichka (ولد في 1945 في لييج في بلجيكا) رسام كارتون ورسام توضيحي إسرائيلي من أصل بلجيكي.
أبوه هو هنري كيشكا الناجي من الهولوكوست.

## حياته
ولد ميشيل كيشكا في بلجيكا، وأبوه هو هنري كيشكا الناجي من الهولوكوست، وأمه لوسيا. وهاجر إلى إسرائيل في عام 1947 ودرس في أكاديمية بيزاليل، حيث عمل معلما، وأصبح من أحد أهم رسامي القصص المصورة والكارتون السياسي في إسرائيل.
ومن بين التلاميذ الذين درسهم في هذا المجال، روتو مودان ويوري فينك.
يعمل كيشكا في رسم القصص المصورة باللغة الفرنسية والعبرية للعديد من وسائل الإعلام منها لوموند وتي في سانك.

## جوائز وتقديرات
حصل على جائزة رسام الكارتون الإسرائيلي «دوش» في عام 2008. وانضم في عام 2006 إلى حركة «رسم الكارتون من أجل السلام» برعاية مركز المعلومات الإقليمي التابع للأمم المتحدة. وفي عام 2011 منح وسام العلوم والفنون برتبة فارس من وزارة الثقافة الفرنسية.
كما كان رئيسا لنقابة رسامي الكارتون الإسرائيلية.

## وصلات خارجية
- الموقع الرسمي للرسام ميشيل كيشكا